# Nieużytek
Nieużytek – obszar gruntu, który z powodu naturalnych warunków siedliskowych lub na skutek działalności rolniczej, przemysłowej, leśnej lub innej nie posiada lub utracił wartość użytkową. Do nieużytków zaliczane są bagna, wydmy, tereny o niekorzystnym ukształtowaniu powierzchni, składowiska odpadów oraz grunty zdegradowane przez przemysł. Ich zagospodarowanie rolne, leśne lub inne jest trudne lub bardzo kosztowne ze względu na konieczność wykonywania odpowiednich zabiegów rekultywacyjnych, melioracyjnych, zalesień itp. Nieużytki dzielą się na trwałe lub przejściowe (tj. takie, których wartość użytkowa utracona została przejściowo).
Nieużytki nie mają wartości użytkowej, ale często mają dużą wartość przyrodniczą (dotyczy to zwłaszcza nieużytków naturalnych). Tego typu obiekty nie powinny być przekształcane w celach użytkowych, lecz chronione jako użytki ekologiczne.